# Енріке Фернандес Арбос
Енріке Фернандес Арбос (ісп. Enrique Fernández Arbós; 24 грудня 1863, Мадрид — 2 червня 1939, Сан-Себастьян) — іспанський скрипаль, диригент і композитор.

## Біографія
Навчався спочатку в Мадридській консерваторії у Хесуса де Монастеріо, потім у Брюссельській консерваторії у Анрі В'єтана і нарешті в Берліні під керівництвом Йозефа Йоахіма. Після ряду гастрольних поїздок Німеччиною, Францією, Великобританією та США Фернандес Арбос повернувся до Іспанії в 1888 році. Тут він продовжував виступати як соліст і як концертмейстер низки оркестрів, а потім і як викладач Мадридської консерваторії з посадою професора скрипки лондонського Королівського музичного коледжу); 1912 року очолив консерваторію, але вже за місяць пішов у відставку. Серед його учнів, зокрема, Альберто Болет.
У 1905 році Фернандес Арбос посів місце головного диригента Мадридського симфонічного оркестру і керував ним до самої смерті, здійснивши низку важливих прем'єр — у тому числі симфонічної поеми «Ночі в садах Іспанії» Мануеля де Фальї (1916, соліст Хосе Кубілес) з оркестром Сергія Прокоф'єва (1935, соліст Робер Соетан).
У композиторській спадщині Фернандеса Арбоса найбільшою популярністю користувалися Три оригінальні п'єси в іспанському стилі для фортепіанного тріо, сарсуела Центр Землі (ісп. El Centro de la Tierra; 1895), вокальний цикл Шість віршів на текст. Фернандесу Арбосу належить також відоме оркестрування фрагментів сюїти «Іберія» Ісаака Альбеніса (з яким він деякий час грав у складі тріо, за участю віолончеліста Ернеста Жилле).